# Celia Grillo Borromeo

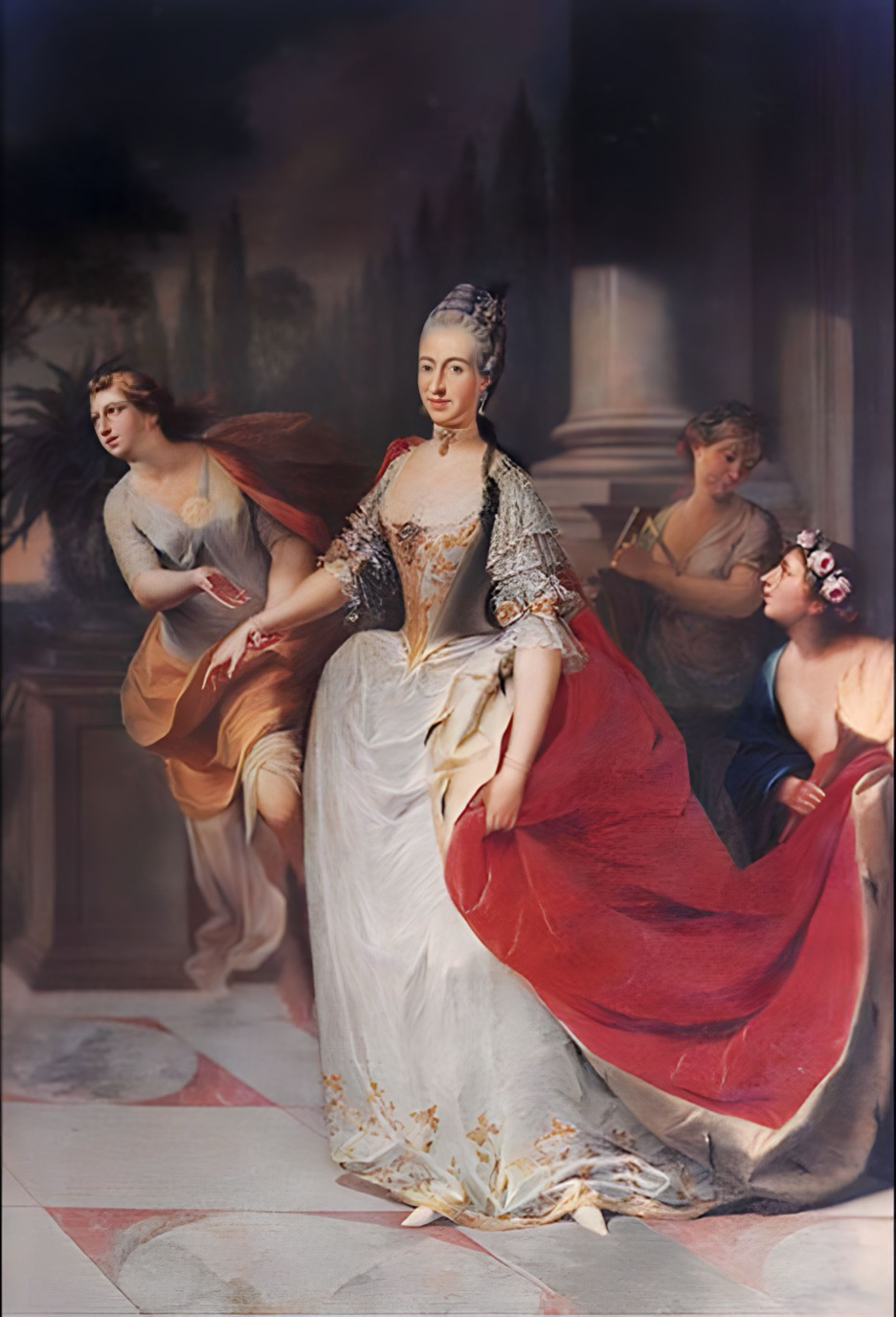
Clelia Grillo Borromeo

Celia Grillo Borromeo, eller Clelia Grillo Borromeo Arese, född 1684 i Genua (i Republiken Genua), död 23 augusti 1777 i Sedriano, var en italiensk (genovesisk) matematiker och vetenskapare.

## Biografi
Borromeo föddes i en välkänd patricierfamilj som dotter till Marcantonio Grillo, hertig av Mondragon och markis av Clarafuente, och Maria Antonia Imperial. Hon gifte sig 1707 med greve Giovanni Borromeo Arese Benedict (1679–1744) och fick åtta barn. Borromeo fick språklig utbildning i ett flertal språk, liksom i matematik, naturvetenskap och mekanik. Hon talade åtta språk såsom latin, grekiska och arabiska, och hon var intresserad av geometri, naturvetenskap och matematik. Hon utbildades först genom sin mor och senare vid ett kloster, men det är inte bekant var hon erhöll utbildning i de ämnen som hon blev speciellt känd inom.
Borromeo var känd för att kunna lösa varje matematiskt problem som framlades för henne. Hon beskrevs som en självständig och oberoende person, vilket betraktades som excentriskt då detta inte var vanligt för kvinnor vid denna tid. Hon kritiserades för att ha kontakter med många vetenskapsmän, både utländska och italienska, som var kända för att vara ateister. En av hennes främsta gäster var till exempel naturforskaren Antonio Vallisneri (1661–1733).
Hon höll vetenskaplig salong i sitt hem i Milano och grundade där akademin nell'Academia Vigilantium Clelia, som var aktiv 1719–1726. Med tiden fick palatset också en så stark politisk roll att det oroade Maria Teresia av Österrike. Aktivistiska aristokrater samlades i palatset, ivriga att störta den österrikiska regeringen och återinföra spanskt styre. En av huvudaktörerna i denna strävan var greven Giulio Antonio Biancani, som Clelia Borromeo hjälpte att hålla dold i sitt hem och som hon sedan också hjälpte att fly när Maria Teresias tryck ökade. Biancani upptäcktes dock, arresterades och halshöggs. Borromeo straffades av Maria Teresa för sitt pro-spanska engagemang genom att förvisas till Borromeofamiljens lantpalats i Sedriano i Milano-området och man berövade henne samtidigt många av hennes ägodelar och privilegier.
Under kriget mellan spansk-franska trupper och österrikiska armén under 1746 tog hon Spaniens parti gentemot Österrike och tvingades till följd av österrikisk seger i exil. När hon tilläts återvända till Milano hyllades hon som en hjältinna.
Staden Genua, där Borromeo mestadels bodde, hedrade henne med en medalj med inskriptionen Genuensium Gloria (Genuas Ära).

## Upptäckter
Borromeo utvecklade år 1728 den matematiska formeln q = mƒ. Denna formel fick sitt namn efter henne och kallas Clelie-kurvan: Om longituden och colatituden för en punkt P på en sfär betecknas med q respektive ƒ och om P förflyttas så att q = mƒ, där m är en konstant, så kallas banan av P för en clélie-kurva. (Colatituden definieras som komplementvinkeln för en viss latitud, d.v.s. skillnaden mellan 90° och latituden.)